# مينورو سوغانوما
مينورو سوغانوما (باليابانية: 菅沼 実) (16 مايو 1985 في إيواتسوكي-كو في اليابان – )؛ هو لاعب كرة قدم ياباني سابق كان يلعب كلاعب وسط.

## وصلات خارجية
- مينورو سوغانوما على موقع رابطة كرة القدم اليابانية للمحترفين (اليابانية)
- مينورو سوغانوما على موقع قاعدة بيانات كرة القدم.إي يو (الإنجليزية)
- مينورو سوغانوما على موقع Soccerway.com (الإنجليزية)
- مينورو سوغانوما على موقع عالم كرة القدم.نت (الإنجليزية)
- مينورو سوغانوما على موقع كووورة